# Phenom (procesor)
Phenom (pronunțat cf. AFI: /fi'nɒm/, cu accentul pe a doua silabă) reprezintă linia de procesoare de calculatoare desktop de la compania americană AMD, bazată pe microarhitectura K10. Versiunile cu trei nuclee (engleză: triple core) aparțin seriei Phenom 8000, iar cele cu patru nuclee (engleză: quad core) aparțin seriei Phenom X4 9000. AMD consideră că procesoarele sale Phenom cu patru nuclee sunt cu „adevărat” cu patru nuclee, deoarece ele au un design de multinucleu monolitic (toate nucleele sunt situate pe același substart de siliciu), spre deosebire de procesoarele de tip Intel Core 2 Quad series, care au un design de module multicip. Procesoarele AMD Phenom sunt destinate pentru soclul de procesor AM2+.
Procesoarele din familia Phenom se caracterizează printr-o arhitectură multinucleu „adevărată”, tehnologia AMD64 având o arhitectură de conexiune directă pentru rularea concomitentă a multor aplicații complexe. Datorită acestor inovații transportul de date dintre nucleele procesorului, memoria operativă și acceleratoarele grafice este rapid. Procesoarele AMD Phenom au tehnologii special destinate pentru procesarea celor mai complexe aplicații.    
Datorită controlorului de memorie integrat și memoriei partajabile de cache de nivel 3, aceste procesoare au acces rapid la memoria operativă, care sporește performanța totală a sistemului. 
Tehnologia AMD64 cu conexiune directă elimină blocajele de performanță. Tehnologia premiată Hyper Transport (™) 3.0 este și mai performantă, oferind suport deplin pentru aplicații video de rezoluție înaltă (HD) și aplicații complexe. Arhitectura AMD64 oferă acces direct la memoria operativă de tip DDR2 SDRAM. 
Procesoarele AMD Phenom sunt foarte eficiente din mai multe puncte de vedere, de exemplu tehnologia Cool ‘n’ Quiet (™) 2.0 reduce substanțial nivelul de căldură și zgomot al procesorului. Datorită acestei tehnologii ele au un consum redus de energie electrică.

### Elementele cheie ale arhitecturii AMD Phenom II

Arhitectura Procesorului AMD Phenom X4